# Ana Konjuh
Ana Konjuh (Dubrovnik, 27. prosinca 1997.) je hrvatska tenisačica.

## Životopis

### Juniorska karijera
Konjuh je počela trenirati tenis sa šest godina. Godine 2012. nastupila je u igri parova u juniorskom finalu turnira parova na Wimbledonu, gdje joj je partnerica bila švicarska Slovakinja Belinda Benčić. Izgubile su u finalu od prvih nositeljica Kanađanke Eugenie Bouchard i Amerikanke Taylor Townsend sa 6:4, 6:3.
Iste godine, Ana je 2. prosinca osvojila juniorski turnir Eddie Herr, a potom je u Key Biscayneu nastupila na Orange Bowlu i 8. prosinca osvojila ovaj, uz juniorske Grand Slam turnire, najprestižniji juniorski teniski turnir.
Godinu 2013. Ana je otvorila osvajanjem dvostruke krune na juniorskom Grand Slam turniru Australian Open. Prvo je 25. siječnja   u konkurenciji parova s partnericom Carol Zhao iz Kanade pojedila par Oleksandru Korašvili iz Ukrajine i Barboru Krejcikovu iz Češke, a potom je 26. siječnja sa 6:3 6:2 pobijedila i u pojedinačnoj konkurenciji Katerinu Sniakovu čime je postala prva juniorka svijeta.
U veljači 2013. debitirala je za hrvatsku Fed Cup ekipu, ubilježivši tri pobjede u pojedinačnoj konkurenciji (od kojih jednu protiv Urszule Radwańske) te još jednu u igri parova (s Darijom Jurak).
Prvi ITF turnir Konjuh je osvojila u lipnju 2013. u Montpellieru, pobijedivši sa 6:3, 6:1 Ruskinju Irinu Kromačevu.
U rujnu 2013. osvojila je svoj drugi juniorski Grand Slam turnir u pojedinačkoj konkurenciji US Open. U finalu je slavila protiv Amerikanke Tornado Alicije Black s 3:6, 6:4 i 7:6 (6). Ana u svojoj mladoj karijeri već ima 2 pobjede protiv top 50 i top 15 igračice: u Fed Cup 2012. je pobijedila Urszulu Radwańsku 2:6 6:3 7:6.

### 2014.
Na ASB Classic u Aucklandu, na svom prvom profesionalnom WTA turniru, za koji je dobila pozivnicu, zadnjeg dana 2013. pobijedila je 1. nositeljicu turnira i 14. tenisačicu svijeta, Robertu Vinci. Na Wimbledonu je ostvarila rezultat karijere plasiravši se u 3.kolo ubilježivši pobjede nad Novozelanđankom hrvatskog podrijetla Marinom Eraković i Belgijankom Yaninom Wickmayer te poraz od 16. nositeljice Dankinje Caroline Wozniacki.

### 2015.
Konjuh je godinu počela na turniru u Aucklandu, gdje je pobijedila Monu Barthel te izgubila od Elene Vesnine u drugom kolu. Izgubila je u prvom kolu Australian Opena od Magdalene Rybarikove. Nakon niza ranih ispadanja s turnira, na turniru u Pragu pobijedila je svjetski broj 34 Belindu Benčić, a zatim izgubila od Klare Koukalove.
Na WTA turniru u Nottinghamu plasirala se u svoj prvi finale, gdje je odmah došla do prve titule. U finalu je pobijedila Rumunjku Monicu Niculescu s 1:6, 6:4, 6:2

## Privatni život
Konjuh svoje pobjede posvećuje sestri Antoniji.

## Juniorski Grand Slam

### US Open 2013.
| Kolo             | Suparnik                       | Rezultat         |
| 1. kolo          | Jelena Ostapenko               | 5:7, 6:4, 6:4    |
| 2. kolo          | Kaitlyn McCarthy               | 6:3, 7:5         |
| osmina završnice | Catherine Cartan "CiCi" Bellis | 6:3, 6:3         |
| četvrtzavršnica  | Louisa Chirico                 | 6:3, 6:2         |
| poluzavršnica    | Mayo Hibi                      | 6:3, 6:3         |
| završnica        | Tornado Alicia Black           | 3:6, 6:4, 7:6(6) |

### Australian Open 2013.
| Kolo             | Suparnik             | Rezultat      |
| 1. kolo          | Ellen Perez          | 6:3, 6:4      |
| 2. kolo          | Mami Adachi          | 7:6(5), 6:2   |
| osmina završnice | Alexandra Kiick      | 6:0, 6:1      |
| četvrtzavršnica  | Barbora Krejčíková   | 6:4, 6:4      |
| poluzavršnica    | Jelizaveta Kuličkova | 6:2, 3:6, 6:1 |
| završnica        | Kateřina Siniaková   | 6:3, 6:4      |

## Osvojeni turniri

#### WTA (1)
| Br. | Datum            | Turnir     | Suparnica u finalu | Rezultat      |
| 1.  | 15. lipnja 2015. | Nottingham | Monica Niculescu   | 1:6, 6:4, 6:2 |

## Priznanja
- Nagrada Dražen Petrović za najbolju športašicu mlađih dobnih kategorija (2013)[12][13]
- Nagrada Dražen Petrović za najveću žensku športsku nadu (2013)[12][13]

## Vanjske poveznice
- Službena stranica  Arhivirana inačica izvorne stranice od 30. siječnja 2013. (Wayback Machine) (hrv.) (engl.)
- Profil na stranici WTA Toura (engl.)
- Profil na stranici ITF-a  Arhivirana inačica izvorne stranice od 9. veljače 2014. (Wayback Machine) (engl.)
- Profil na stranici Fed Cupa  Arhivirana inačica izvorne stranice od 3. veljače 2015. (Wayback Machine) (engl.)